# جوزيف هاولي
جوزيف هاولي (بالإنجليزية: Joseph Hawley)‏ هو محامي أمريكي، ولد في 8 أكتوبر 1723، وتوفي في 10 مارس 1788.